# Efect fotoelectric

Sub acțiunea luminii electronii părăsesc metalul.

Efectul fotoelectric extern este emiterea de electroni din materie în urma absorbției de radiație electromagnetică, de exemplu radiație ultravioletă sau raze X. Un termen învechit pentru efectul fotoelectric este efectul Hertz.
Importanța acestui fenomen în dezvoltarea domeniului fizicii constă în a sprijini formarea conceptului de dualitate undă-corpuscul a radiației electromagnetice. Explicația matematică a fenomenului a fost dată de Albert Einstein, pe baza unor ipoteze cuantice formulate de Max Planck.

## Descriere
O suprafață metalică expusă radiației electromagnetice poate să emită, în anumite condiții, electroni liberi, care produc un curent electric dacă sunt accelerați sub acțiunea unui câmp electric. Electronii emiși prin efectul fotoelectric se numesc fotoelectroni. Experimental s-a constatat că pentru a observa emisia de electroni este nevoie ca radiația electromagnetică să aibă o frecvență deasupra unei limite inferioare care depinde de natura materialului sau, echivalent, lungimea de undă trebuie să fie sub o anumită valoare. Intensitatea fluxului de radiație incident influențează mărimea curentului electric produs, dar nu determină apariția fenomenului.
Efectul se produce nu numai pe metale ci și pe alte materiale, atât conductoare cât și izolatoare, dar conductibilitatea electrică a materialului este necesară în aplicațiile în care efectul fotoelectric se detectează prin apariția unui curent electric.

## Explicație
Efectul fotoelectric extern poate fi explicat simplu dacă se acceptă ipoteza că radiația electromagnetică este formată din particule (pe care le numim fotoni). Fiecare foton poartă o cantitate de energie proporțională cu frecvența de oscilație a câmpului electromagnetic. La incidența fotonului pe suprafața unui metal este posibil ca această energie să fie transferată unui electron din rețeaua cristalină a metalului. Dacă energia transferată este suficientă pentru ca electronul să depășească bariera de potențial pusă de interfața dintre metal și vid, atunci electronul poate părăsi cristalul și deveni liber. Fiecare metal, prin proprietățile sale cristaline, prezintă valori diferite ale pragului de energie impus electronilor la părăsirea suprafeței, ceea ce explică faptul că metale diferite încep să emită fotoelectroni de la frecvențe diferite. Dintre metale, cele alcaline au pragul de energie cel mai coborât, motiv pentru care se utilizează, adesea în amestec, în fotomultiplicatoare și alte aplicații unde este necesară o sensibilitate spectrală extinsă până în infraroșu.
Energia unui foton poate fi transferată unui singur electron. Astfel, dacă energia fotonului este sub pragul de extragere a electronului din cristal, mărirea numărului de fotoni (intensificarea fluxului de lumină) nu poate ajuta la declanșarea efectului fotoelectric.

### Legile efectului fotoelectric extern
I. Intensitatea curentului fotoelectric de saturație depinde direct proporțional de fluxul radiației electromagnetice de incidență când frecvența este constantă.
II. Energia cinetică maximă a fotoelectronilor emiși este direct proporțională cu frecvența radiației electromagnetice incidente și nu depinde de flux.
III. Efectul fotoelectric se produce dacă și numai dacă frecvența radiației electromagnetice incidente este mai mare sau egală decât o constantă de material numită "frecvența de prag" sau "pragul roșu".
IV. Efectul fotoelectric extern este practic instantaneu.

### Formule
Cantitativ, efectul fotoelectric se poate descrie folosind formula:
{\displaystyle hf=hf_{0}+{1 \over 2}{m}{v}^{2},}
unde:
- h este constanta lui Planck;
- f este frecvența fotonului incident;
- f0 este frecvența minimă la care are loc efectul fotoelectric;
- m și v sunt masa, respectiv viteza electronului după ieșirea din cristal;

Energia fotonului incident este hf; această energie se conservă: o parte se regăsește în rețeaua cristalină a metalului și o parte este transferată sub formă de energie cinetică electronului devenit liber. Dacă se notează cu {\displaystyle \phi =hf_{0}} lucrul de extracție și cu {\displaystyle E_{c}} energia cinetică a electronului, formula de mai sus se poate rescrie astfel:
{\displaystyle hf=\phi +E_{c}}